# Гонський Володимир Васильович
Володимир Васильович Гонський (нар. 24 січня 1966, с. Голинь, Калуський район, Івано-Франківська область) — український громадсько-політичний діяч, науковець, публіцист, бард, ведучий найбільших патріотичних протестних акцій, зокрема Мовного майдану, Євромайдану, заслужений діяч мистецтв України.

## Життєпис
Народився 24 січня 1966 року в сім’ї вчителів у селі Голинь Калуського району Івано-Франківської області.

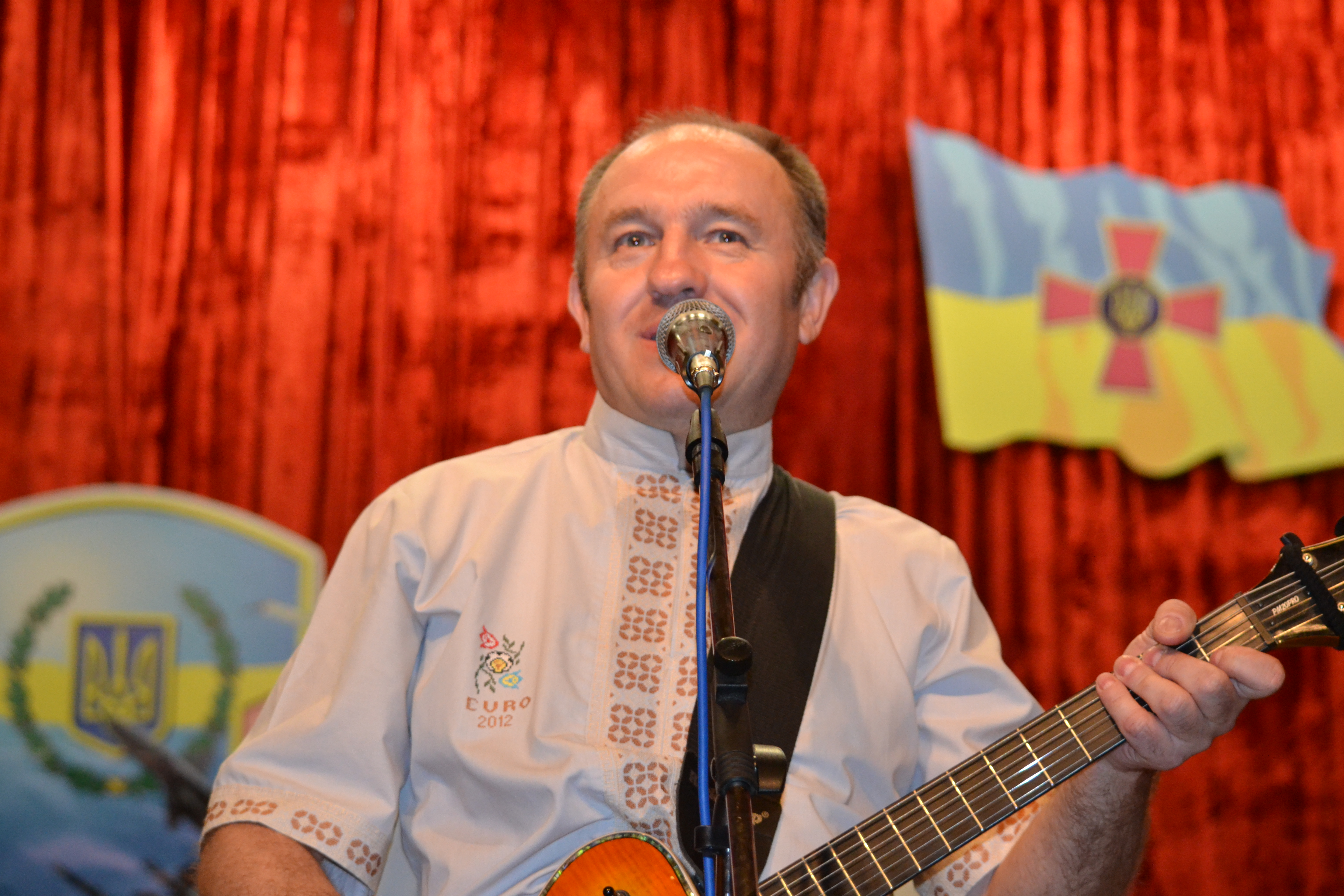
Володимир Гонський, травень 2014 року

Закінчив середню школу у рідному селі в 1983 році. Продовжив навчання в Українській Сільськогосподарській Академії(1983-87), згодом навчався у Київському педагогічному інституті імені Горького (1987-91). Протягом 1992-1995 продовжував навчання в аспірантурі цього вузу, а у 2006 році в Муніципальній академії управління.  
Викладав психолого-педагогічні дисципліни у Національному університеті імені Тараса Шевченка та інших київських вузах. Тренер-викладач політтехнологічних студій Міжнародного республіканського інституту (США).
Автор понад ста наукових та публіцистичних праць на теми патріотичного виховання, мовознавства, соціофілософії, політичних процесів, історії геноциду українського народу, його визвольної боротьби. 
З 2010 року провів понад 800 виступів, патріотичних бесід-концертів для учнів, студентів, інтелігенції, воїнів, переселенців, закордонних українців, під час яких подарував понад 20 тисяч своїх та інших патріотичних книг.
Постійно дописує для сайту Українська правда.
У 2011 р. скорочений варіант книги «Людина і нація. Час воїнів» на Першому Міжнародному конкурсі українських письменників «Козацька балачка» був визнаний найкращим твором, що пропагує національну ідею, пробуджує національну гідність та свідомість.

## Праці
- «Людина і нація» — К.: Основа-Принт, 2009. — 144 с. ISBN 978-966-2044-27-0
- «Людина і нація. Час воїнів» — К.: Основа, 2012. — 264 с. ISBN 978-966-699-679-7